# Filostachys niski
Filostachys niski (Phyllostachys humilis Muroi) – gatunek bambusa z rodziny wiechlinowatych (traw). Występuje w Japonii w centralnej części wyspy Honsiu, przypuszczalnie pochodzi jednak z Chin. Uprawiany jako roślina ozdobna, wykorzystywany także w sztuce bonsai może być z powodzeniem uprawiany w warunkach klimatycznych Polski.

## Morfologia
Pędy początkowo ciemne, później bladozielone. Pochwy pędowe paskowane, biało-szare, przypominające papier. Liście drobne, długości 7 i szerokości 1 cm, jasnozielone. Na naturalnych stanowiskach osiąga wysokość 2–3 (5) m, przy średnicy pędów 1,5-2 (3) cm.